# Hadleigh (Essex)
Hadleigh è una cittadina di 18 300 abitanti della contea dell'Essex, in Inghilterra.